# Ampere WS 1
Ampere WS 1 (WS 1) је преносиви рачунар фирме Ampere који је почео да се производи у Јапану током 1985. године.
Користио је Motorola MC 68000 микропроцесорску јединицу а RAM меморија рачунара је имала капацитет од 64 kb (до 512 KB). 
Као оперативни систем кориштен је Big-DOS.

## Детаљни подаци
Детаљнији подаци о рачунару WS 1 су дати у табели испод.
|                       |                                                              |
| [ 1 ]                 |                                                              |
| Произвођач            |                                                              |
| Тип                   | Portable                                                     |
| Меморија              | 64 (до 512 )                                                 |
| Поријекло             | Јапан                                                        |
| Година                | 1985                                                         |
| Тастатура             | Пуни помак тастатура, 68 тастера са специјалним APL тастером |
| Процесор              |                                                              |
| Фреквенција процесора | 8                                                            |
| RAM                   | 64 RAM (до 512 )                                             |
| ROM                   | 128 (APL 68000, Big-DOS, системске алатке)                   |
| Текст                 | 80 x 25                                                      |
| Графика               | 480 x 200                                                    |
| Боја                  | монохроматски монитор са текућим кристалом                   |
| Звук                  | четвероканална 8-битна пулсо-кодна модулација, стерео излаз  |
| Димензије             | 330 / 280 / 92 / 3,6                                         |
| Портови               |                                                              |
| Оперативни систем     |                                                              |